# قادر مولان‌پور
قادر مولان‌پور (۱۳۲۵ – ۱۱ دی ۱۳۹۵) که با نام مام قادر نیز شناخته می‌شود کارگر ساختمانی اهل روستای رشه‌هرمه سردشت بود که در بمباران شیمیایی سردشت سه فرزندش به نام‌های شهین، ناصر و مال‌مال و همچنین همسر باردارش را بعد از زایمان از دست داد و فرزند تازه متولد شده‌اش نیز به دلیل زودرس بودن به بیمارستانی در تبریز منتقل شد و قادر هرگز وی را نیافت. تندیسی از قادر مولان‌پور تحت عنوان نماد ایثار و مقاومت مردم سردشت توسط هادی ضیاءالدینی طراحی و ساخته شده که در یکی از میدان‌های شهر سردشت نصب شده‌است.
مولان‌پور در سال ۱۳۸۴ به عنوان شاهد در جلسهٔ رسیدگی به اتهامات فرانس فان آنرات در دادگاهی در لاهه حاضر شد.

## در رسانه‌ها
در سال ۱۳۹۸ فیلم درخت گردو برگرفته از زندگی قادر مولان‌پور به کارگردانی محمدحسین مهدویان ساخته شد که پیمان معادی در نقش وی حاضر شد.
در سال ۱۴۰۰ مستند «مردی از رش‌هرمه» ساختهٔ برهان احمدی در سی و هشتمین دورهٔ جشنواره بین‌المللی فیلم کوتاه تهران اکران شد که سرگذشت قادر را از زبان خودش روایت می‌کند؛ از آن‌جایی که روند ساخت این مستند ۷ سال به درازا کشید و در حین تولید آن در سال ۱۳۹۵ قادر مولان‌پور درگذشت، برخی از صحنه‌ها با حضور یکی از دو فرزند باقی‌مانده وی تصویربرداری شده‌است.